# Myrmecophilus bifasciatus
Myrmecophilus bifasciatus är en insektsart som beskrevs av Fischer von Waldheim 1846. Myrmecophilus bifasciatus ingår i släktet Myrmecophilus och familjen Myrmecophilidae. Inga underarter finns listade i Catalogue of Life.